# Gymnophora quadrata
Gymnophora quadrata är en tvåvingeart som beskrevs av Brown 1987. Gymnophora quadrata ingår i släktet Gymnophora och familjen puckelflugor. Inga underarter finns listade i Catalogue of Life.